# Utagawa Kunisada III.
Utagawa Kunisada III.  (jap. 歌川 国貞 三代 ~ sandai; * 1848 in Edo; † 26. Oktober 1920 in Tokio), auch bekannt als Utagawa Kunimasa IV. (歌川 国政 四代, ~ yondai) und Hōsai (豊斎), war ein Meister des japanischen Farb-, Holzschnitts und der Malerei, der in Edo (Tokio) lebte und arbeitete. Zu Beginn des 20. Jahrhunderts war er der letzte bedeutende Meister der Utagawa-Schule, der Porträts von Kabuki-Schauspielern im Stil des Ukiyo-e anfertigte.

## Leben und Werk

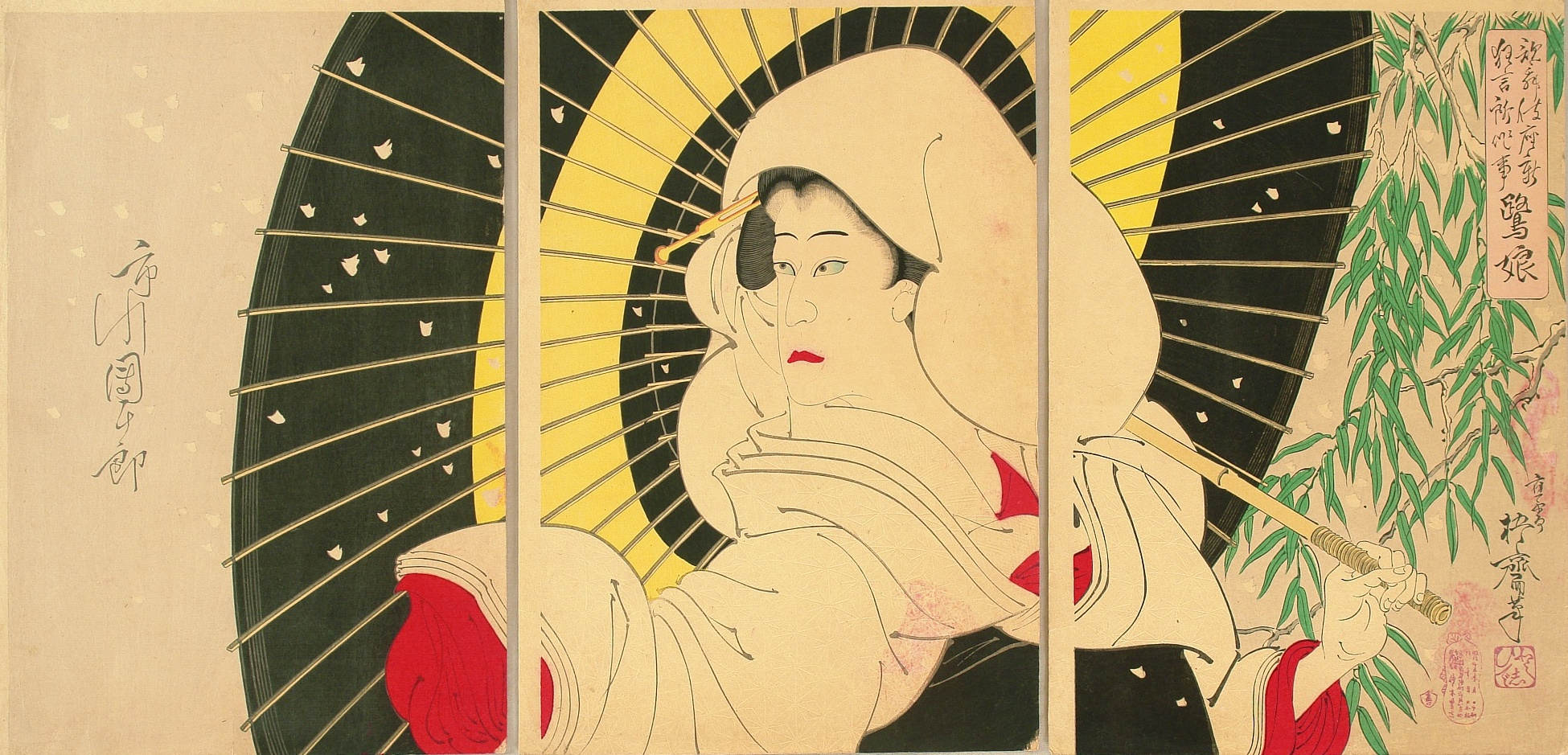
Der Schauspieler Ichikawa Danjūrō IX. als sagi musume, 1892

Geboren wurde Kunisada III. als Sohn von Kineya Teizan und dessen Frau Takenouchi Sato im Edoer Stadtviertel Asakusa.  Er erhielt den Jugendnamen Chōtarō. Von seinen drei jüngeren Geschwistern überlebte nur ein Bruder namens Suwabe die Kindheit. Kurz nach seiner Geburt zog die Familie in das zum Edoer Bezirk Nihombashi gehörende Viertel Fukagawa um, wo die Familie einen Fleischerladen eröffnete. Sein Vater war unter dem Künstlernamen Ōsakaya Eijirō auch als naga-uta-Musiker an verschiedenen Kabuki-Theatern in Edo tätig. Die Mutter stammte aus einer Go-kenin-Familie, was Kunisada III. später in seinem Leben dazu veranlasste, wegen des damit verbundenen, höheren sozialen Status den Familiennamen seiner Mutter anzunehmen und den bürgerlichen Namen Takenouchi Eikyū (竹内 栄久) zu führen. Durch die Vermittlung des Vaters von Utagawa Kunimaro und des Kyōgen-Schauspielers Sakurada Jisuke III. kam er 1862 im Alter von 12 Jahren in das Studio von Kunisada I., um eine Ausbildung als Holzschnittkünstler zu beginnen. Nach dessen Tod im Januar 1865 konnte er in das Studio von Kunisada II. wechseln, um seine Ausbildung fortzusetzen.

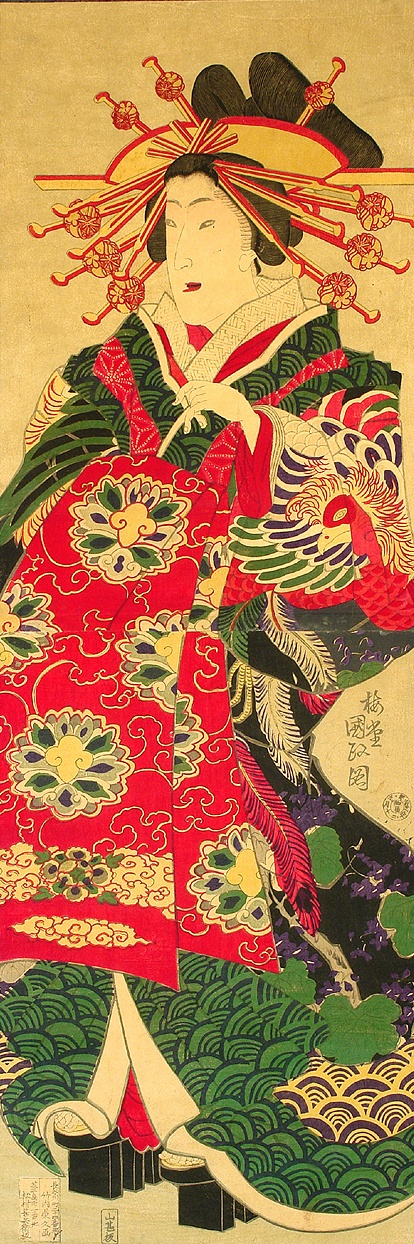
Bijin-e, vertikales Diptychon, 1878

Von diesem erhielt er seinen Künstlernamen Kunimasa (IV.), was als besondere Auszeichnung zu verstehen war, da es der Name war, unter dem Kunisada II. selbst seine Arbeit als Holzschnittkünstler begonnen hatte. Der erste von Kunisada III. mit Kunimasa signierte Druck erschien im Jahr 1867. In den 1880er-Jahren absolvierte er eine Ausbildung zum Teemeister und wurde in einem zeitgenössischen Zeitungsartikel in diesem Metier als ebenso kunstvoll wie als Holzschnittmeister gelobt. Nach dem Tod Kunisadas II. im Jahr 1880 hatte er versucht, von dessen Erben die Erlaubnis zu erhalten, den Künstlernamen Kunisada führen zu dürfen. Die Erlaubnis erhielt er nicht, verwendete diesen Namen jedoch von 1889 an für die Dauer von drei Jahren. Um weitere Streitereien mit der Familie Kunisadas II. zu vermeiden, verzichtete er auf das Führen dieses Namens und nahm stattdessen den Künstlernamen Hōsai an. In einem Zeitungsinterview aus dem Jahr 1898 erwähnte er, dass er vor Kurzem in ein neu erbautes, bescheidenes Haus im Viertel Senzoku im Stadtbezirk Asakusa gezogen sei. In diesem Haus starb er am 26. Oktober 1920 nach schwerer Krankheit.

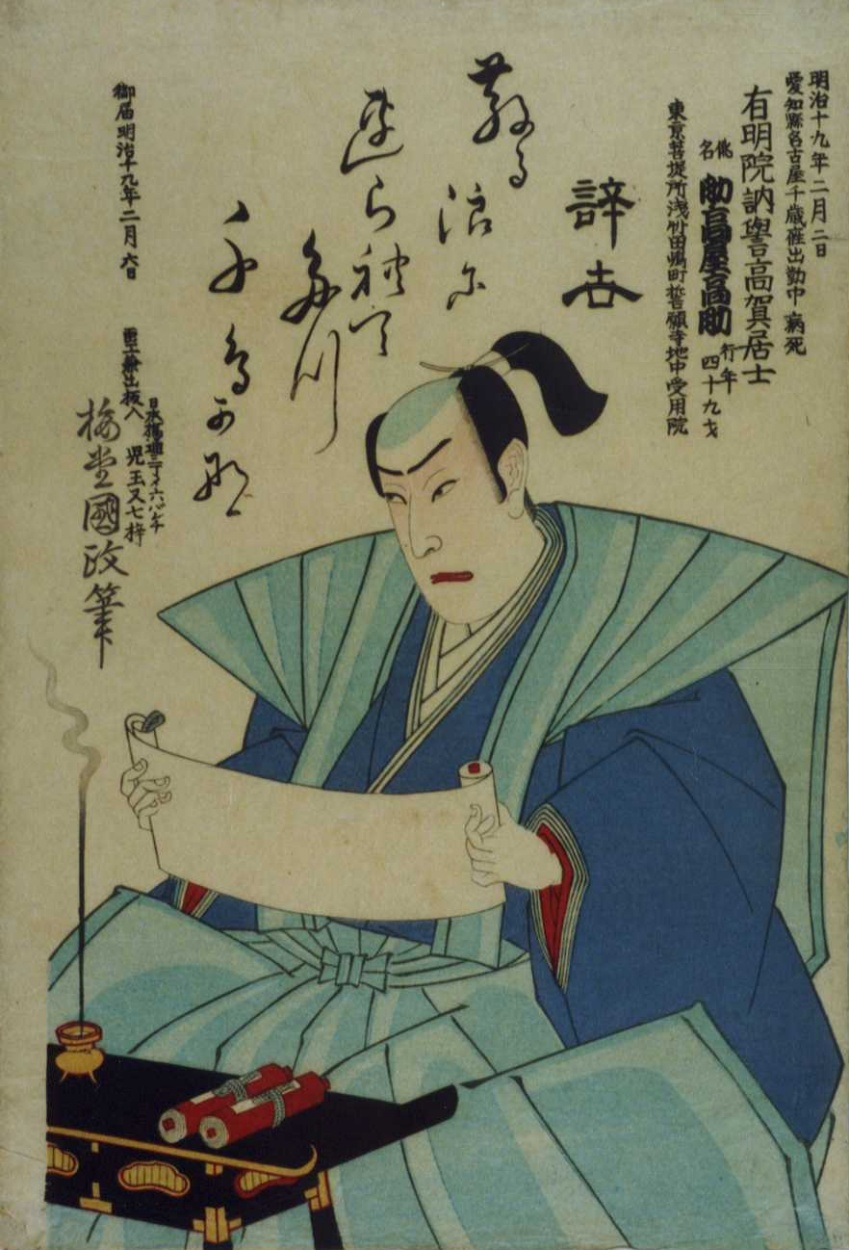
Shini-e für den Schauspieler Suketakaya Takasuke IV., 1886

Kunisada III. entwarf im Laufe seines künstlerischen Schaffens die Vorlagen für wenige Tausend Holzschnitte. Wie bei seinen Lehrern lag dabei sein Schwerpunkt auf den Entwürfen für Kabuki-Drucke und Schauspielerporträts. In diesem Bereich nahm er während der Meiji-Zeit den zweiten Rang hinter Toyohara Kunichika ein. Führend war er auf dem Gebiet des Entwurfs von oshi-e, Drucken, mit denen Hagoita-Schläger beklebt und die durch Stoffteile ergänzt wurden.
Daneben entwarf er immer wieder auch Drucke von Sumō-Ringern, Gedächtnisdrucke (Shini-e) von Schauspielern, Bijin-e („Bilder schöner Frauen“), Shunga (Drucke mit sexuellen Inhalten) und Kaika-e („Aufklärungs-Bilder“, die über die in Japan eingeführten westlichen Errungenschaften informieren sollten). Von ihm bekannt sind ebenfalls Drucke, die das Leben am Hof des Tennō darstellen, einige Landschaftsbilder aus der Vogelperspektive mit Verweisen auf Sehenswürdigkeiten der Umgebung sowie vereinzelt Drucke, die über den Ersten Japanisch-Chinesischem Krieg berichten (senso-e) bzw. gegen China gerichtete Karikaturen enthalten. Er fertigte zahlreiche Vorlagen für Kiri-e, Bastelbögen zum Ausschneiden für Kinder, und andere für Kinder gedachte Spielzeugdrucke (Omocha-e) an, darunter auch Spielbretter und Bespannungen für Papierlaternen.
In den Jahren 1897 und 1898 erhielt Kunisada III. den Auftrag zur Gestaltung einer zusammen mit dem Titelblatt 55 Drucke umfassenden Serie mit Genji-Drucken. Diese Serie mit dem Titel „Die 54 Kapitel des Genji“ (Genji gojūyojō) war im  Design an einer fast 50 Jahre zuvor von seinem ersten Lehrer, Kunisada I., gestalteten Serie orientiert, und war die letzte Serie von Genji-Drucken, die von einem Ukiyo-e-Künstler entworfen wurde.
Nach 1900 sind nur wenige Drucke bekannt, die Kunisada III. entworfen hat. Sie zeigen überwiegend Schauspielerporträts und sind stark vom Stil der Nihonga, der „Malerei im japanischen Stil“, beeinflusst. Zahlreiche, ähnliche Schauspielerporträts zeichnete er in den ersten beiden Jahrzehnten des 20. Jahrhunderts als kleinformatige Senjafuda (Votivdrucke) im Auftrag verschiedener Clubs, die diese und andere Drucke untereinander tauschten. Drucke dieser Art zeichnete er bis an sein Lebensende, einige davon erschienen posthum.

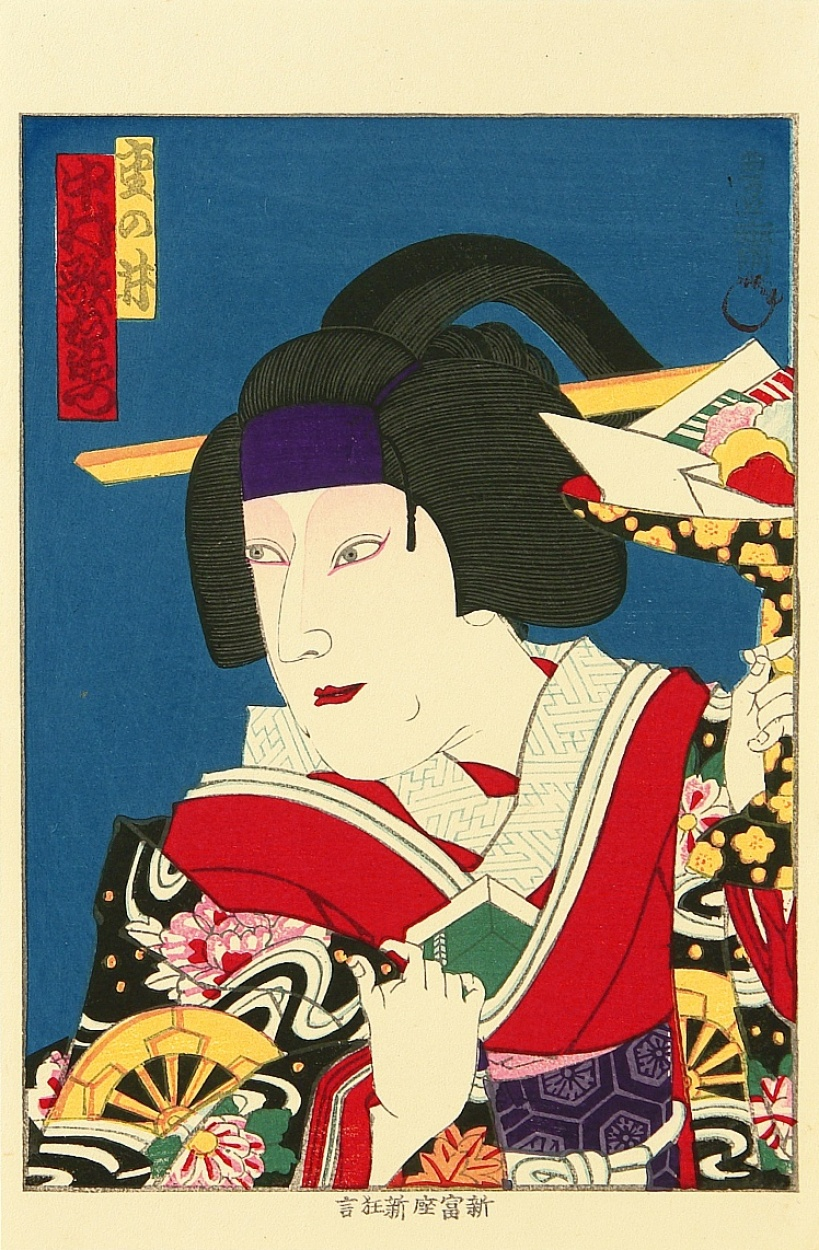
Der Schauspieler Nakamura Utaemon V., nach 1900

Im Verlauf seiner Tätigkeit als Grafiker war er gelegentlich auch als Illustrator von populären Erzählungen und Romanen tätig, so wie er ebenfalls gelegentlich als Zeichner von Surimono im Shijō-Stil in Erscheinung trat.
Seine Drucke waren zunächst mit Kunimasa (国政) signiert. Ab 1873 bis 1888 verwendete er die Signatur Baidō Kunimasa (梅堂 国政). Von 1889 bis 1892 signierte er mit Kunisada (国貞) bzw. Utagawa Kunisada (歌川 国貞), Baidō Kunisada (梅堂 国貞), Kōchōrō Kunisada  (香朝楼 国貞) sowie Kōchōrō (香朝楼). Nach 1892 änderte er seinen Namen in Hōsai (豊斎), wobei das  erste Kanji dieses Namens dasselbe war wie das erste Kanji des Namens der vorhergehenden Oberhäupter der Utagawa-Schule, Toyokuni I. bis IV. (豊国). Varianten dieser Signatur waren Kōchōrō Hōsai (香朝楼 豊斎), Hōsai Kōchōrō (豊斎 香朝楼),  Hōsai Baidō (豊斎 梅堂), Baidō Hōsai (梅堂 豊斎) und Utagawa Hōsai (歌川 豊斎).
Sein bekanntester Schüler als Farbholzschnittkünstler war sein Sohn Kokunimasa (小国政), der im letzten Jahrzehnt des 19. Jahrhunderts und den ersten Jahren des 20. Jahrhunderts Anerkennung als Schauspielerporträtist und Zeichner von Senso-e fand. Andere Schüler, wie Kunimasa V. (国政 五代), Kunimune (国梅), Kunitora II. (国虎 二代, ~ nidai)  und Masanobu (政信), waren dagegen jeweils nur wenige Jahre in den letzten Jahrzehnten des 19. Jahrhunderts als Farbholzschnittkünstler tätig. Sein Schüler Kunikazu (国一)  wurde, nachdem er einige Farbholzschnitte im späten Ukiyo-e-Stil entworfen hatte, unter dem Namen Otake Etsudō (尾竹 越堂) zu einem bedeutenden Vertreter der Nihonga.

## Anmerkung
1. ↑  In einigen Quellen wird angegeben, dass er auch mit Toyokuni IV. bzw. Toyokuni V. signiert hätte. Ein Beleg durch einen datierbaren Druck, der stilistisch Kunisada III. zuzuordnen ist, lässt sich für diese Behauptung nicht erbringen.